# Botrytis cinerea
Botrytis cinerea ("botrytis" là sự kết hợp của một từ Hy Lạp cổ đại là botrys (βότρυς) nghĩa là nho cộng với một hậu tố của ngôn ngữ Latin mới là itis mang nghĩa là bệnh tật) là tên của một loại nấm mốc gây ảnh hưởng đến nhiều loài thực vật. Tuy nhiên người ta chỉ biết đến rằng nó làm hại loại nho dùng để ủ rượu. Trong nghề trong nho, nó còn có tên gọi là "chùm botrytis mục nát" (tiếng Anh:botrytis bunch rot) còn trong nghề làm vườn thì nó được là "mốc xám".

## Vật chủ
Loài nấm này gây ảnh hưởng đến hơn 200 loài thực vật hai lá mầm và một ít loài thực vật một lá mầm tìm thấy ở vùng cận nhiệt đới và nhiệt đới. Thiệt hại nghiêm trọng mà nó gây ra là cả trên cánh đồng và nhà kính. Chúng gây hại trên những cây trưởng thành, già yếu hay cả những cây con và cây sắp cho thu hoạch.

## Môi trường
Môi trường nhiều hơi ẩm nhiệt độ ấm với khoảng từ 18.3-23.9℃ (65-75℉). Bên cạnh đó, nếu nước còn đọng trên bề mặt lá thì sẽ tạo điều kiện cho những bào tử nảy mầm. Trong nhà kính, môi trường ẩm thấp do việc tưới tiêu không hợp lí, các cây ở quá gần hoặc nhà kính không thể thông gió. Chúng thích môi trường có độ pH thấp và còn có thể tạo ra môi trường ấy bằng cách tiết ra axit hữu cơ như axit oxalic.

## Với con người
Khi mọc trên nho, nó có thể gây ra bệnh "winegrower's lung", một biến thể hiếm gặp của bệnh viêm phổi do hít phải chúng.